# Lenny Von Dohlen
Lenny Von Dohlen, né le 22 décembre 1958 à Augusta en Géorgie et mort le 5 juillet 2022, est un acteur américain de cinéma, de télévision et de théâtre.
Il est principalement connu pour son interprétation du personnage de l'architecte Miles Harding dans le film La Belle et l'Ordinateur (Electric Dreams), son rôle de Harold Smith dans Twin Peaks, celui de Mr. Cox dans Le Caméléon, ou celui de l'un des quatre antagonistes de Maman, je m'occupe des méchants !.